# إيفانا سيرت
إيفانا سيرت (بالإنجليزية: Ivana Sert)‏ و(بالصربية: Ивана Серт) واسمها الحقيقي إيفانا سميلكوفيتش هي ممثلة وشخصية تلفزيونية ومذيعة وعارضة أزياء وسيدة أعمال وملكة جمال صربية تركية ولدت في يوم 25 أكتوبر 1975 في بلدة زاييتشار في جمهورية صربيا الاشتراكية في يوغوسلافيا،
اشتهرت بعلامتها Ivana Sert، اشتهرت بعد اشتراكها في مسابقة ملكة جمال صربيا لسنة 1999 ممثلة عن العاصمة بلغراد،
بعد ذلك مثلت صربيا في مسابقة ملكة جمال أمم الأرض، التي كانت تقام في إسطنبول التي إنتقلت بعدها للعيش فيها حيث تعرفت هناك على رجل الأعمال يوردال سيرت وتزوجته في سنة 2004 لتحصل بعدها على الجنسية التركية،
في سنة 2010 بدأت بتقديم البرامج التلفزيونية التركية وكان برنامج Bugün Ne Giysem? في سنة 2010 أول برنامج قدمته،
في سنة 2011 عضوة في لجنة تحكيم برنامج الرقص مع النجوم بنسخته التركية، وفي سنة 2012 مثلت في مسلسل Yalan Dünya، وثم عملت مقدمة لبرنامج En Büyük Show،
إشتهرت باسم أيكونكان في الإعلام التركي وتتقن إيفانا التكلم باللغات الصربية والتركية والإنجليزية.